# Notioplusia
Notioplusia là một chi bướm đêm thuộc họ Noctuidae.

## Loài
- Notioplusia illustrata Guenée, 1852